# Jürgensgaard

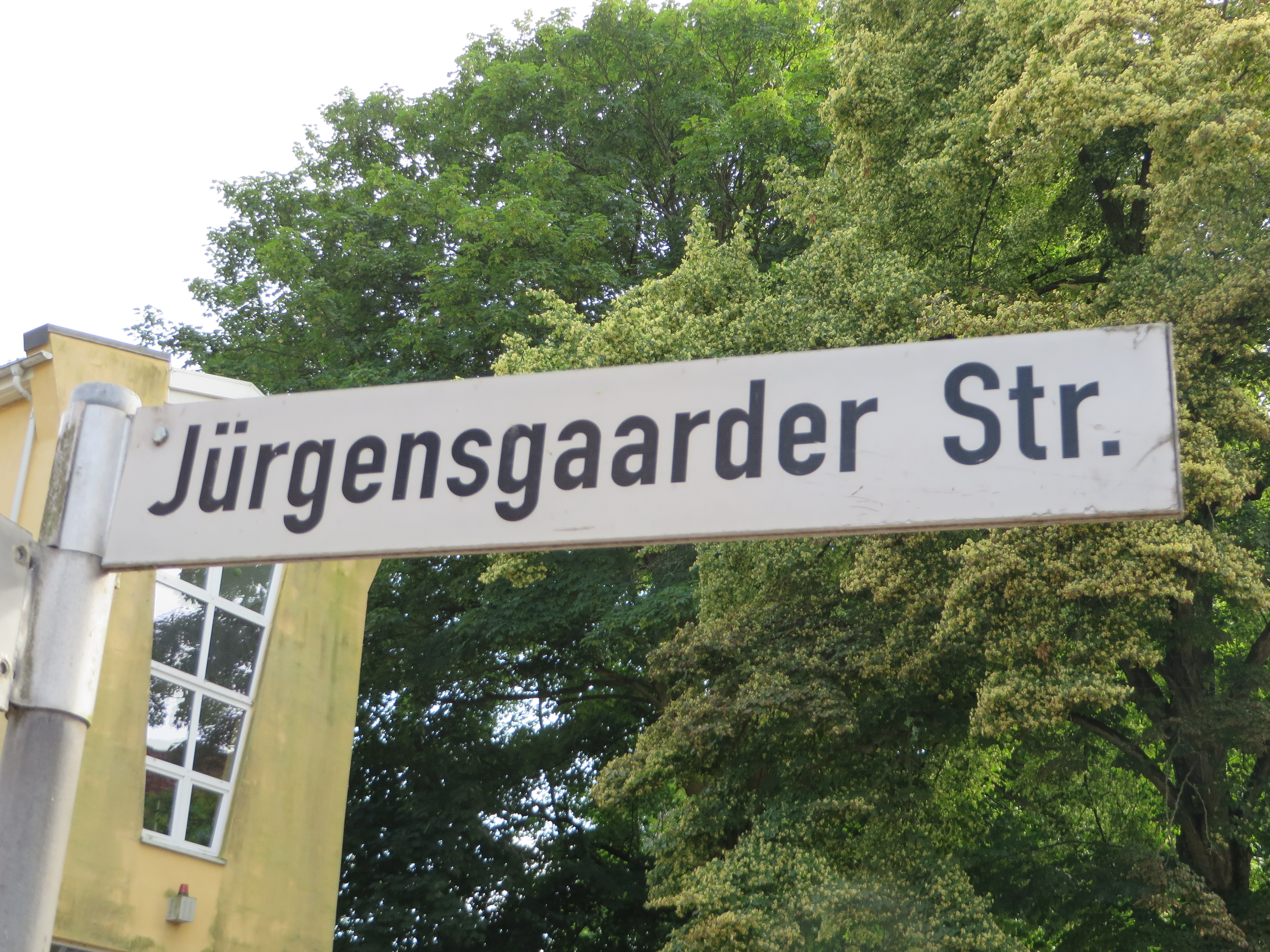
Straßenschild der Jürgensgaarder Straße

Jürgensgaard (dänisch: Jørgensgård bzw. Jørgensgaard) ist ein Stadtbezirk im Flensburger Stadtteil Jürgensby. Er liegt östlich von den Stadtbezirken St. Johannis und St. Jürgen.

## Geschichte
Möglicherweise existierte bereits im Hochmittelalter im Jürgensgaarder Bereich eine dörfliche Besiedlung, welche aber dann sicherlich schon im 13. Jahrhundert als an der Flensburger Förde viele neue Siedlungsbereiche entstanden, wieder aufgegeben wurde. Im besagten Jahrhundert entstand, ungefähr zeitgleich mit dem Franziskanerkloster St. Katharinen in der Flensburger Innenstadt, dicht am Nordabhang oberhalb des Lautrupsbachtals, das St.-Jürgen-Hospital, ein Hospital für Lepra- und Pestkranke. In der Zeit der Reformation ging das Hospital mit dem Heiligengeist-Spital und dem Franziskanerkloster in der neuen Stiftung Hospital und Kloster zum Heiligen Geist auf. 1582 wurde das ehemalige mittelalterliche St.-Jürgen-Hospital abgerissen. Zwei Doppelhufen, die zum St.-Jürgen-Hospital gehörten, blieben zurück und wurden spätestens seit Mitte des 17. Jahrhunderts „Jürgensgaarde“ genannt. Beim ehemaligen Hospitalsstandort befand sich zu dieser Zeit wohl der ursprüngliche Hof Jürgensgaard, der als Wirtschaftshof des Hospitals entstanden war. Die genauen Umstände der Gebietsbenennung wurden offenbar nicht klar überliefert. Wie das mittelalterliche St.-Jürgen-Hospital wurde Jürgensgaard nach dem heiligen Georg (niederdeutsch Jürgen, dänisch Jørgen) benannt. Der Namensbestandteil Ga(a)rd deutet in Angeln häufig auf einen Herrenhof hin.
Im Laufe der Zeit entstanden im Jürgensgaarder Bereich weitere Höfe. 1825 soll Jürgensgaard gerade einmal fünf Bewohner gezählt haben. Im Jahr 1840 existierten vier halbe Bohlstellen und zwei Katen in Jürgensgaard. 1871 lebten in Jürgensgaard 169 Menschen. In der Kaiszerzeit war Jürgensgaard soweit gewachsen, dass es eine selbständige Landgemeinde wurde. Zur besagten Landgemeinde gehörten, neben der Fläche des heutigen Stadtbezirks Jürgensgaard, auch noch große Teie der Gebiete Blasberg und Kielseng sowie der Bereich Bredeberg. Im Jahr 1874 wurde das benachbarte St. Jürgen eingemeindet. Im unweit gelegenen Vorort Mürwik wurden seit Anfang des 20. Jahrhunderts zahlreiche militärische Gebäude für die Kaiserliche Marine errichtet. Flensburg begann verstärkt an zu wachsen (vgl. Einwohnerentwicklung von Flensburg). Im Jahr 1900 wurde die Landgemeinde Jürgensgaard, mit ihren 205 Hektar, letztlich eingemeindet, womit der gesamte Bereich von Jürgensby seitdem zur Stadt gehörte. Im selben Jahr, am 28. September 1900 erhielt die Jürgensgaarder Straße offiziell ihren Namen zugesprochen. Die vom Hafermarkt abgehende nordöstlich verlaufende Jahrhunderte alte Wegverbindung, welche zuvor das Jürgensbyer Gebiet mittels der Jürgensgaarder Straße erschloss, genügte den Ansprüchen nicht mehr. Eine neue Straßenverbindung wurde geplant, welche auf die von 1907 bis 1910 hin errichtete Marineschule Mürwik angelegt wurde. Das erste Teilstück dieser Straßenverbindung, die Bismarckstraße konnte bis ungefähr zum Jahr 1911 fertiggestellt werden. Die Bismarckstraße erschließt seit ihrer Fertigstellung große Teile des Stadtbezirks Jürgensgaard und verbindet gleichzeitig den Stadtteil mit Fruerlund. Als zweite wichtige Straße des Stadtbezirks gilt bis heute im Übrigen die Glücksburger Straße, die vom Hafermarkt durch den Stadtbezirk Jürgensgaard zum Stadtbezirk Sender von Flensburg-Jürgensby führt.

## Verschiedenes
- Die St.-Jürgen-Treppe sowie die Kleine St.-Jürgen-Treppe führen vom Kapitänsviertel (des Stadtbezirks St. Jürgen) hoch zum Stadtbezirk Jürgensgaard. Vom oberen Ende der (Großen) St.-Jürgen-Treppe wird ein weiter Ausblick auf die Stadt geboten.[17]
- Das Anfang des 20. Jahrhunderts errichtete Söhrnsen-Stift liegt im Stadtbezirksbereich.
- Im Jahr 1912, flog der Zeppelin „Hansa“ über die Stadt Flensburg und machte auch eine Fotoaufnahme von der St.-Jürgen-Kirche und ihrem Umfeld, in dem damals noch drei „Jürgenshöfe“ lagen. Der Bauernhof des Großgrundbesitzer Philipp Lassen, der Brix-Hof und der Lorenzen-Hof.[18]